# 12100 Amiens
12100 Amiens è un asteroide della fascia principale. Scoperto nel 1998, presenta un'orbita caratterizzata da un semiasse maggiore pari a 2,5978820 UA e da un'eccentricità di 0,0401003, inclinata di 2,71037° rispetto all'eclittica.